# Tamba syndesma
Tamba syndesma är en fjärilsart som beskrevs av Oswald Beltram Lower 1903. Tamba syndesma ingår i släktet Tamba och familjen nattflyn. Inga underarter finns listade i Catalogue of Life.